# Borgward-Focke BFK-1 ''Kolibri''
Il Borgward BFK-1 Kolibri (Colibri) anche conosciuto come Borgward-Focke BFK-1 Kolibri era un elicottero da impieghi civili a tre posti costruito dalla Borgward e progettato da Henrich Focke.
Il Kolibri è stato il primo elicottero prodotto in Germania dopo la seconda guerra mondiale. L'elicottero effettuò il suo primo volo l'8 luglio del 1958 a Brema con ai comandi il pilota Edward Rohlfs.
Il velivolo aveva una fusoliera con struttura in tubi di acciaio con rivestimento in metallo. La trave di coda, dalla forma a V, era realizzato sempre in tubi di acciaio ma con rivestimento in tela. L'elicottero aveva una configurazione con rotore principale centrale e rotore di coda installato sulla parte finale della trave di coda. Il rotore principale aveva tre pale. Era realizzato in tubi di acciaio rivestite in legno. Il motore era un Lycoming VO-435-A1B a sei cilindri con raffreddamento ad aria che aveva una potenza di 260 hp (193 kW). Il serbatoio di carburante poteva contenere 180 l.
Tra i diversi impieghi possibili del Kolibri c'era anche quello di velivolo specializzato per usi agricoli quali la distribuzione di fitofarmaci o fertilizzante ed in questo caso poteva trasportare fino a 300 libbre (136 kg).
Furono costruiti solo due prototipi e lo sviluppo si concluse nel 1961 con la dichiarazione di bancarotta della società costruttrice.